# Cynthia Calvillo
Cynthia Calvillo (San José, California; 13 de julio de 1987) es una artista marcial mixta estadounidense que compitió en la división de peso paja de la Ultimate Fighting Championship. El 25 de septiembre de 2021, era la número 5 en el ranking oficial de peso paja de UFC.

## Carrera en artes marciales mixtas
Calvillo hizo su debut amateur en 2012, y obtuvo un récord de 5–1 en 4 años.

### Ultimate Fighting Championship
Hizo su debut profesional en 2016 con 3 victorias en 5 meses, lo que incluye 2 victorias por TKO. Aceptó una pelea con 10 días de anticipación contra Amanda Cooper en UFC 209, donde hizo su debut, ganando la pelea por sumisión en la primera ronda.
Luego de su exitoso debut en UFC, Calvillo fue añadida a la cartelera principal de UFC 210 para un combate con Pearl Gonzalez. González, pero fue excluida del combate después de que la Comisión Atlética del Estado de Nueva York (NYSAC por sus siglas en inglés) dijera que no podía pelear debido a sus implantes mamarios, que están prohibidos entre los competidores de los deportes de combate. Más tarde, la decisión fue revertida y se permitió que el combate continuara según lo programado. Calvillo ganó la pelea en la tercera ronda por sumisión.
Calvillo se enfrentó a Joanne Wood en un combate de peso paja el 16 de julio de 2017 en UFC Fight Night 113. En el pesaje, Calderwood llegó a 118 libras, dos libras por encima del límite de peso paja de 116 libras. Como resultado, fue multada con el 20% de su pago, que fue destinado para Calvillo y el combate se llevó a cabo en un peso acordado. Calvillo ganó la pelea por decisión unánime.
El 30 de diciembre de 2017 se enfrentó a Carla Esparza en UFC 219. Perdió la pelea por decisión unánime, con los tres jueces anotando el combate 29-28 para Esparza. Después de la pelea, se reveló que Calvillo había fallado una prueba de drogas en competición para metabolitos de marihuana. Como resultado, fue suspendida por la USADA por 6 meses con la capacidad de reducir la suspensión a 3 meses al completar un programa de concientización sobre las drogas aprobado por la USADA. La Comisión Atlética de Nevada más tarde extendió esto a 9 meses.
Calvillo se enfrentó a Poliana Botelho el 17 de noviembre de 2018 en UFC Fight Night 140. En los pesajes, Calvillo pesó 118 libras, 2 libras por encima del límite de pelea sin título de peso paja de 116 libras. Recibió una multa del 20% de su pago, que fue para su oponente, Botelho, y la pelea se llevó a cabo en un peso acordado. Ganó la pelea por sumisión en la primera ronda.
Calvillo se enfrentó a Cortney Casey el 17 de febrero de 2019 en UFC on ESPN 1. Ganó el combate por decisión unánime.
Calvillo estaba programada para enfrentarse a Lívia Renata Souza el 13 de julio de 2019, en UFC Fight Night: de Randamie vs. Ladd. Sin embargo, el 7 de junio de 2019 se informó que Calvillo se vio obligada a retirarse del combate debido a una fractura en el pie y fue reemplazada por Brianna van Buren.
Calvillo estaba programada para enfrentarse a Cláudia Gadelha el 7 de diciembre de 2019, en UFC on ESPN: Overeem vs. Rozenstruik. Sin embargo, el 22 de octubre de 2019, se anunció que Gadelha se vio obligada a retirarse del combate debido a la rotura de un dedo y de un ligamento, y fue sustituida por Marina Rodríguez. Tras tres asaltos de lucha, el combate terminó con un empate mayoritario.
Calvillo tenía previsto enfrentarse a Antonina Shevchenko el 25 de abril de 2020. Sin embargo, el 9 de abril, el presidente de la UFC, Dana White, anunció que este evento se posponía para una fecha futura. En cambio, Calvillo se enfrentó a Jessica Eye el 13 de junio de 2020 en el evento principal de UFC on ESPN: Eye vs. Calvillo. En el pesaje del 12 de junio, Eye no alcanzó el peso, pesando 126.25 libras, un cuarto de libra por encima del límite de peso mosca de 126 libras. El combate se desarrolló como un combate de peso acordado y Eye fue multada con el 25% de su bolsa. Ganó el combate por decisión unánime.
Se esperaba que Calvillo se enfrentara a Lauren Murphy el 25 de octubre de 2020 en UFC 254. Sin embargo, Calvillo se vio obligada a abandonar el combate por razones no reveladas y fue sustituida por la recién llegada a la promoción Liliya Shakirova.
Calvillo se enfrentó a Katlyn Chookagian el 21 de noviembre de 2020 en UFC 255. Perdió el combate por decisión unánime.
Calvillo se enfrentó a Jéssica Andrade el 25 de septiembre de 2021 en UFC 266. Perdió el combate por nocaut técnico en el primer asalto.
Calvillo se enfrentó a Andrea Lee el 13 de noviembre de 2021 en UFC Fight Night: Holloway vs. Rodríguez.
Calvillo estaba programado para enfrentar a Nina Nunes el 9 de julio de 2022 en UFC on ESPN: dos Anjos vs. Fiziev. Sin embargo, el día del evento, Nunes se retiró por enfermedad y la pelea fue cancelada. La pelea se reprogramó para el 13 de agosto de 2022 en UFC on ESPN: Vera vs. Cruz perdió la pelea por decisión dividida.
Calvillo se enfrentó a Loopy Godínez el 8 de abril de 2023 en UFC 287. Perdió el combate por decisión dividida.
En 2024, fue liberada de su contrato.

## Campeonatos y logros
Artes marciales mixtas
- 2017 recién llegada del año.[37]

## Récord en artes marciales mixtas
| Récord profesional | Récord profesional | Récord profesional |
| 16 peleas          | 9 victorias        | 6 derrotas         |
| ------------------ | ------------------ | ------------------ |
| Nocaut             | 2                  | 2                  |
| Sumisión           | 3                  | 0                  |
| Decisión           | 4                  | 4                  |
| Empate             | 1                  | 1                  |

| Resultado | Récord | Oponente              | Método                      | Evento                                  | Fecha                    | Ronda | Tiempo | Localización          | Notas                                                          |
| --------- | ------ | --------------------- | --------------------------- | --------------------------------------- | ------------------------ | ----- | ------ | --------------------- | -------------------------------------------------------------- |
| Derrota   | 9–6–1  | Loopy Godínez         | Decisión (dividida)         | UFC 287                                 | 8 de abril de 2023       | 3     | 5:00   | Miami, Florida        |                                                                |
| Derrota   | 9–5–1  | Nina Nunes            | Decisión (dividida)         | UFC on ESPN: Vera vs. Cruz              | 13 de agosto de 2022     | 3     | 5:00   | San Diego, California |                                                                |
| Derrota   | 9–4–1  | Andrea Lee            | TKO (parada médica)         | UFC Fight Night: Holloway vs. Rodríguez | 13 de noviembre de 2021  | 2     | 5:00   | Las Vegas, Nevada     |                                                                |
| Derrota   | 9–3–1  | Jéssica Andrade       | TKO (puñetazos)             | UFC 266                                 | 25 de septiembre de 2021 | 1     | 4:54   | Las Vegas, Nevada     |                                                                |
| Derrota   | 9–2–1  | Katlyn Chookagian     | Decisión (unánime)          | UFC 255                                 | 21 de noviembre de 2020  | 3     | 5:00   | Las Vegas, Nevada     |                                                                |
| Victoria  | 9–1–1  | Jessica Eye           | Decisión (unánime)          | UFC on ESPN: Eye vs. Calvillo           | 13 de junio de 2020      | 5     | 5:00   | Las Vegas, Nevada     | Regreso al peso mosca; Eye no alcanzó el peso (126.25 libras). |
| Empate    | 8–1–1  | Marina Rodriguez      | Empate (mayoritario)        | UFC on ESPN: Overeem vs. Rozenstruik    | 7 de diciembre de 2019   | 3     | 5:00   | Washington D. C.      |                                                                |
| Victoria  | 8–1    | Cortney Casey         | Decisión (unánime)          | UFC on ESPN: Ngannou vs. Velasquez      | 17 de febrero de 2019    | 3     | 5:00   | Phoenix, Arizona      |                                                                |
| Victoria  | 7–1    | Poliana Botelho       | Sumisión (rear-naked choke) | UFC Fight Night: Magny vs. Ponzinibbio  | 17 de noviembre de 2018  | 1     | 4:48   | Buenos Aires          |                                                                |
| Derrota   | 6–1    | Carla Esparza         | Decisión (unánime)          | UFC 219                                 | 30 de diciembre de 2017  | 3     | 5:00   | Las Vegas, Nevada     |                                                                |
| Victoria  | 6–0    | Joanne Wood           | Decisión (unánime)          | UFC Fight Night: Nelson vs. Ponzinibbio | 16 de julio de 2017      | 3     | 5:00   | Glasgow               |                                                                |
| Victoria  | 5–0    | Pearl Gonzalez        | Sumisión (rear-naked choke) | UFC 210                                 | 8 de abril de 2017       | 3     | 3:45   | Buffalo, Nueva York   |                                                                |
| Victoria  | 4–0    | Amanda Cooper         | Sumisión (rear-naked choke) | UFC 209                                 | 4 de marzo de 2017       | 1     | 3:19   | Las Vegas, Nevada     |                                                                |
| Victoria  | 3–0    | Montana De La Rosa    | TKO (golpes)                | LFA 1                                   | 13 de enero de 2017      | 3     | 2:54   | Dallas, Texas         |                                                                |
| Victoria  | 2–0    | Gillian Robertson     | Decisión (unánime)          | Global Knockout 8                       | 19 de noviembre de 2016  | 3     | 5:00   | Jackson, California   |                                                                |
| Victoria  | 1–0    | Jessica Sanchez-Birch | TKO (golpes)                | Global Knockout 7                       | 27 de agosto de 2016     | 2     | 3:21   | Jackson, California   |                                                                |